# Una vita (Barnard)
Una vita (One Life in inglese) pubblicato il 1º agosto 1969, è una biografia scritta a due mani da Christiaan Barnard e Curtis Bill Pepper. 

## Trama
Nel racconto della sua storia a Pepper, Barnard percorre a ritroso gli eventi della sua vita fino ad arrivare al fatidico giorno del primo trapianto di cuore umano che lo consegnerà alla storia. 
Il libro riesce ad amalgamare alla perfezione la cronaca dettagliata dei fatti con i sentimenti del protagonista: emergono, infatti, il rapporto con i figli, con la moglie, con i genitori, con i colleghi e gli amici. 
È un resoconto fedele della sua vita, dalla povera infanzia, in cui il valore della famiglia predomina sullo sfondo della misera realtà in cui il giovane chirurgo cresce, alla giovinezza con il suo periodo di studi trascorsi a Città del Capo, con le esperienze lavorative ed all'importantissimo viaggio in America per completare la sua formazione professionale.
Nella biografia sono descritte le paure e le difficoltà di un uomo qualunque che, grazie a sacrifici e buoni sentimenti, ma anche alla voglia di emergere e di successo, è riuscito a lasciare qualcosa di indelebile e concreto all'umanità.
Con dovizia di particolari, ma anche con la consapevolezza di vivere un evento unico 
 viene descritto il primo trapianto di cuore effettuato su Louis Washkansky il 3 dicembre 1967 al Groote Schuur Hospital di Cape Town fino alla telefonata al dr. Burger, direttore medico dell'ospedale: 

## Le 7 parti in cui è diviso il libro

### Great Karoo
Christiaan Barnard nasce l'8 novembre 1922 a Beaufort West, città situata nella provincia di Città del Capo, nel Sudafrica.
Egli trascorre la sua infanzia nei vasti territori del Grande Karoo.
Sin da bambino, sviluppa una certa sensibilità nei confronti di chi si trova a far fronte a problemi dovuti a malattia e povertà.
Il padre rappresenterà per lui un modello da seguire ed imitare e sarà, lungo l'intero arco della sua vita, la figura principe delle sue ambizioni. Adam Barnard, missionario della chiesa protestante olandese, negli anni trasmetterà al figlio la passione nel donarsi completamente al prossimo. Ed è con questa forza di spirito che il giovane Chris saprà fondere insieme alla sua professionalità, quella voglia di far del bene tramandatagli dal padre.
Proprio con questa ambizione e con il desiderio di "tornare vincitore" Christiaan Barnard parte alla volta di Città del Capo per studiare e laurearsi in Medicina e Chirurgia.

### Cape Town
Giunto a Città del Capo, il giovane Chris viene accolto dal fratello Barney e dalla moglie che lo ospiteranno nella loro casa durante i successivi anni di studio. Egli, nonostante le grandi difficoltà incontrate durante i primi corsi universitari, riesce a colmare le sue lacune e a vincere la tanto ambita borsa di studio che gli permetterà di accedere al secondo anno di studi. Cominciano quindi per Barnard il tirocinio in ospedale ed i primi toccanti incontri con la morte. Il primo approccio con i corpi dei cadaveri da sezionare non è affatto freddo e distaccato. Ciò tradisce le sue aspettative facenti perno su una salda moralità religiosa impartitagli dal padre poiché, in quei corpi, egli riscopre esseri che vivranno per sempre e non semplici materiali da studiare. Perciò arriva a mettere in dubbio perfino la sua predisposizione al divenir medico. Sarà la malattia di un caro amico d'infanzia ad aiutarlo a comprendere la nobiltà del suo operato e che lo spronerà ad andare avanti e, infine, laurearsi nel 1946.

### Il giovane medico
Subito dopo la laurea, Barnard si trasferisce in un paesino di campagna dove sperimenta per la prima volta le insicurezze e le paure del lavorare senza poter fare affidamento su qualcuno. Fino a quel momento infatti un grandissimo ruolo nella sua formazione era stato svolto dal dottor Jannie Louw, a cui il giovane medico doveva tanto. Ancora più toccanti sono, in questo contesto di totale autonomia, le esperienze di morte di cui Barnard è testimone. Ma fare il medico in una cittadina di campagna non l'aiuta a guadagnare il denaro necessario per poter sposare la sua amata Louwtjie e allora, spinto dal consiglio di un amico che necessitava di un aiuto, parte per Ceres, dove finalmente riesce a comprar casa e a sposarsi. Ma, nonostante il gran miglioramento nella sua vita, il giovane medico sente che ancora qualcosa non va: 
Dopo essersi guadagnato la fiducia e l'affetto dei suoi pazienti, però, Barnard si vede costretto ad abbandonare Ceres spinto dall'invidia del suo superiore. Egli ritorna quindi a Città del Capo con la famiglia e prende servizio al City Hospital.

### Gli anni della ricerca
La tristezza e la solitudine della partenza, la preoccupazione di un futuro incerto senza lavoro, accompagnano lo smarrimento che assale Chris e Louwtjie. Chris non voleva riconoscenza o ringraziamenti, si aspettava però, al momento della partenza, almeno un contatto umano; la maggior parte delle persone, invece, aveva mostrato solo indifferenza e andandosene da Ceres solo pochi l'avevano salutato. La nuova vita iniziò con il ritorno agli studi, dopo due mesi Chris era pronto per andare a Londra, superare il primo esame per il titolo di FRCS (Fellow of the Royal College of Surgeons) e fermarsi lì qualche mese. Era necessario un lavoro, non avevano soldi per andare avanti. La vita di Chris riacquista un significato con un'offerta di lavoro presso l'Ospedale Civico per le malattie infettive: il City Hospital, luogo di grande sofferenza umana, dove si occupò di bambini colpiti da meningite tubercolare, effettuando sperimentazioni terapeutiche con ottimi risultati e conseguendo il titolo di Medicinae Doctor e Master of Medicine.  Chris era ansioso di iniziare la ricerca chirurgica. Iniziò così  le sperimentazioni notturne, di nascosto, sugli animali per abbassare la temperatura corporea e quindi rallentare le funzioni corporee per permettere di intervenire sul cuore. I primi quattro esperimenti effettuati su cani ebbero esito negativo; il quinto esperimento, invece, usando come tecnica per l'ipotermia il pallone nello stomaco dell'animale funzionò e raddoppio il tempo per l'intervento sul cuore. Per un anno fece esperimenti su cuccioli nell'utero delle cagne per dimostrare la causa dell'atresia intestinale, fu una grande scoperta grazie alla quale furono salvate molte vite umane.  Un giorno il prof. John Brock gli chiese se volesse andare in America a Minneapolis per lavorare con il prof. Wangensteen perché lì stavano facendo grandi cose nel campo della cardiochirurgia, si erano costruiti da soli la loro macchina cuore-polmone. Chris decise di accettare anche se Louwtjie non era d'accordo.

### America
Chris aveva salutato suo padre e dato l'addio al Groote Shuur: il Grande Granaio che era stato la sua aula, il suo campo di battaglia, la sua casa e soprattutto i malati ed i medici gli avevano dato lo stimolo e la forza per continuare. Giunto a Minneapolis iniziò a lavorare per il prof. Wangensteen: avrebbe dovuto continuare gli esperimenti per creare una nuova tecnica per le anastomosi esofagee. Vicino al suo laboratorio ve n'era un altro usato dal dr. Walton Lillehei e dal dr.Vincent Gott addetto alla macchina cuore-polmone. Ogni tanto Chris dava loro una mano negli esperimenti ed il giorno che lo invitarono ad assistere in sala operatoria per vedere come funzionasse la macchina cuore-polmone ne fu felice e quel giorno vedendo il cuore capì ciò che voleva:
la base di tutta l'esistenza
il principio e la fine
il dare e il ricevere
il trampolino della vita e della morte
la pompa fondamentale……»
Dopo aver trovato e arredato casa, comprato una macchina,  lo raggiunsero la moglie ed i bambini. Aveva fatto grandi sacrifici: spalato neve, falciato erba, lavato macchine e fatto l'infermiere di notte in ospedale sotto il sorriso ironico degli altri medici. Aspettava con gioia la sua famiglia e invece l'arrivo fu molto triste perché il loro viaggio era stato traumatico e la loro permanenza iniziale, a causa di alcuni avvenimenti non riportò la serenità. Chris intanto fu trasferito alla patologia chirurgica, in laboratorio esaminava campioni chirurgici prelevati agli ammalati, tagliandoli, selezionandoli e preparando vetrini. Nel frattempo continuava gli esperimenti sull'atresia intestinale e studiava il tedesco, la notte la trascorreva impegnato nelle ricerche per la tesi. Barnard, infatti, aveva deciso di lavorare al Philosophy Degree in chirurgia, corso che normalmente richiedeva sei anni, ma lui lo concluse in due. In quel periodo fu colto anche da dolori lancinanti alle articolazioni col terribile verdetto di artrite reumatoide. Dopo un anno Louwtjie, Deidre e Boetie ripartirono, nulla riuscì a convincere la moglie a restare. Cambiò casa e finalmente entrò nel campo della chirurgia cardiaca, al servizio del dr. Richard Varco. Dopo tre mesi passò al servizio del dr. Lillehei come senior resident. Seguì a Houston per una settimana il dr. Cooley ed il dr.De Bakey esperti in chirurgia vascolare. Si occupò poi di trovare un modo per riparare le valvole cardiache difettose o sostituirle con valvole artificiali. Ottenuto il Philosophy Degree decise di ritornare in Sud Africa. Il prof. Wangensteen gli facilitò il rientro non solo regalandogli una macchina cuore-polmone, ma assicurandogli un contributo economico per il primo triennio:

### Il ritorno
Il rientro a casa non fu felice, Louwtjie non capiva che era tornato perché amava la sua famiglia rimproverandogli invece, la sua lunga assenza. In ospedale il prof. Jannie Louw l'aspettava con ansia: Chris Barnard tornava con una macchina cuore-polmone che avrebbe fatto del Groote Shuur il primo ospedale africano in grado di praticare interventi chirurgici a cuore aperto. Col prof.Louw organizzarono una squadra di operatori alla pompa pronti per quando fosse arrivata la macchina dall'America: il tecnico Carl Goosen,  un aiutante  “coloured” Victor Pick e un assistente chirurgo Malcolm McKenzie, a Barnard fu affidata la direzione del reparto di chirurgia. La macchina arrivò dopo due settimane e pezzo dopo pezzo Chris e la squadra la montarono. Iniziarono subito gli esperimenti su cani con esito negativo, ma poi seguirono con successo 24 operazioni, ciascuna sempre più complessa e lunga a mano a mano che uomini e macchina diventavano più coordinati. Questo lungo impegno fu però interrotto da un'esperienza per Barnard molto drammatica: la morte di suo padre. Ciò gettò Barnard in una grande tristezza, disperazione e sensi di colpa per essere scomparso dalla vita del padre molto prima che morisse, un padre che aveva amato la sua famiglia, che aveva amato i “coloured” presenti quel giorno venuti da ogni parte, un padre che soprattutto aveva amato in modo particolare Chris:
Il padre morendo lasciò a Chris due doni, gli restituì un senso di dignità e soprattutto gli ridette l'amore di Louwtjie. Ritornò al lavoro preparandosi per l'intervento sull'uomo con la macchina cuore-polmone, scelse un intervento relativamente semplice: una ragazza quindicenne con una stenosi della valvola polmonare. Continuarono le operazioni, sempre con esito positivo, ma la dodicesima paziente con tre vizi cardiaci morì sul tavolo operatorio. Per intervenire su casi più complessi bisognava creare una squadra di persone capaci di risolvere tutte le tecniche per la chirurgia a cuore aperto, con un maggior numero di chirurghi, tecnici, infermieri e risolvere il problema dei servizi di supporto: biochimici, batteriologici, trasfusionali e cardiologici. Iniziarono altri studi e nuove sperimentazioni per risolvere alcuni problemi, per esempio come eliminare le bolle che si creavano durante il flusso sanguigno nella pompa, o come risolvere lo sviluppo di aritmie nei pazienti più gravi. Le sperimentazioni per la risoluzione di alcune patologie portarono a grandi successi come l'intervento chiamato poi “operazione di Mustard” o la tecnica di sostituzione di una delle valvole cardiache che chiamarono UCTP (University of Cape Town Prothesis). L'unico settore che non offriva progressi era quello delle cardiopatie coronariche. I metodi allora in uso, quello di Beck e quello di Vineberg non davano buoni risultati perché       quando muore parte del muscolo cardiaco, nulla può riportarlo in vita. Vi era una sola soluzione: togliere il cuore e sostituirlo con una pompa meccanica oppure trapiantare il cuore normale di un essere morto. Era il marzo 1963 cinque anni prima del giorno in cui si sarebbe fatto poi il primo trapianto umano cardiaco. Quei cinque anni furono anni meravigliosi, in cui Chris dedicò più tempo alla sua famiglia, soprattutto a Deidre che praticava lo sci nautico. Viste le potenzialità di Deidre anche Chris imparò questo sport per allenare e preparare la figlia per i campionati, e Deidre non solo vi partecipò ma vinse anche, nonostante le cadute con fratture alle gambe e nonostante l'ostinazione e l'ambizione del padre. Chris capì che bisognava lasciare libera Deidre e quindi tornò a concentrarsi sul trapianto, il cui problema non era nel mettere un cuore nuovo in un essere umano, quanto nel riuscire a mantenercelo. Gli studi erano stati condotti fin ad allora sul rene e Chris fece un corso di specializzazione dal dr. Hume. Ritornato a Cape Town, pronto per fare il trapianto renale Chris si preoccupò prima di creare una squadra permanente addetta ai trapianti con un nucleo fisso necessari ai trapianti di qualsiasi organo. Oltre la squadra occorrevano sale per la preparazione dei pazienti e assistenza prima e dopo l'intervento, un sistema per ottenere i donatori e farmaci specifici per combattere il rigetto. Inoltre bisognava stabilire le regole del donatore: 1) l'organo da trapiantare doveva essere normale o sano, 2) per ridurre al minimo il rigetto doveva esservi compatibilità tra i gruppi dei globuli rossi del donatore e quelli del ricevente, 3) il donatore non doveva soffrire di malattie infettive. Era necessario chiaramente, il consenso all'asportazione degli organi, ed agire immediatamente prima che l'organo divenisse inservibile. Il primo trapianto di reni fu effettuato con successo. Proseguirono gli esperimenti per il trapianto cardiaco sui cani, ne effettuarono 48. Erano pronti per il trapianto cardiaco sull'uomo e Chris si recò dal prof. Val Schrire affinché gli mandasse un ricevente dalla clinica per malattie cardiache, ma il prof. Val Schrire era contrario e lo fu per molto tempo, fino a quando nella prima settimana di novembre convocò Chris nel suo studio:

### Il trapianto
Nonostante tutte le comprensibili incertezze da parte dei medici e dei responsabili della struttura ospedaliera di Città del Capo, il giovane chirurgo Christiaan Barnard viene messo in contatto con il dottor Barry Kaplan, consulente medico, che affida alle sue sapienti mani il signor Louis Washkansky. Quest'uomo, droghiere ebreo di 54 anni soffre di un grave disturbo al cuore, denominato Respiro di Cheyne-Stokes. Subito il professor Barnard lo incontra e parla con la cara moglie Ann che appare ragionevolmente preoccupata. Ma è l'uomo malato a costituire una vera forza per Barnard. Egli possiede un gran voglia di vivere esaltata perfino in una delle lettere che Barnard riceve poche settimane prima dell'intervento: 
Prima del trapianto Barnard segue un corso trimestrale tenuto dal professor David Hume, specializzato nel controllo del rigetto degli organi. 
Lunghi, a questo punto, sono i preparativi per l'intervento. Le nuove tecniche permettono di effettuare complesse trasfusioni di sangue e alla fine di queste il sistema immunitario di Washkansky è completamente inattivo. Tutto ciò che verrà a contatto con lui da qui a un mese sarà perfettamente sterilizzato. Ma ora il vero calvario è l'attesa. Un donatore,  bianco o nero, cristiano o ebreo, uomo o donna. L'importante è che abbia un cuore compatibile e che fugga dalle possibilità di rigetto da parte del corpo.
La situazione muta radicalmente quando il 2 dicembre del 1967 una giovane donna, potenziale donatrice, giunge all'Ospedale Groote Schuur in fin di vita a causa di un grave incidente. Attorno a ciò si svilupperanno i principali dubbi dell'équipe medica che curerà il trapianto. È più giusto velocizzare i tempi in modo da garantire a Washkansky una maggiore probabilità di riuscita dell'intervento, oppure occorre lasciar seguire il proprio corso alla natura? La ragazza non si risveglierà mai più, ma i segnali delle macchine sono chiari: esistono ancora piccole attività cerebrali. Perciò bisogna attendere. Nel frattempo tutto è pronto per l'intervento e il padre della giovane donna acconsente alla donazione del cuore e di un rene della figlia. Dopo circa 50 interventi su animali (cani soprattutto), il 3 dicembre 1967 si effettua il primo trapianto di cuore umano. 
Al suo risveglio, Washkansky sembra un uomo nuovo. Le giornate iniziali trascorrono con qualche lieve esitazione da parte del piccolo cuore ma nulla sembra dare adito a preoccupazioni. Purtroppo nel giro di due settimane un grave problema incombe. Washkansky contrae una grave infezione polmonare che nel giro di 3 o 4 giorni lo condurrà alla morte. Barnard è provato e abbattuto. Ma è soprattutto in questo particolare momento che dimostra la sua forza e professionalità: tutto è pronto per un secondo intervento. Il dottor Blaiberg attende con ansia il suo trapianto: 
Così si conclude questa affascinante vicenda che, però, non morirà qui. Al contrario, aprirà le porte ad una nuova e moderna medicina.